# Elias Pettersson
Fredrik Elias Pettersson (* 12. listopadu 1998 Sundsvall) je švédský profesionální hokejový útočník působící v týmu Vancouver Canucks v americko-kanadské NHL, kde plní roli zástupce kapitána. V roce 2017 byl draftován jako pátý celkově týmem Vancouver Canucks. Po úspěšné sezóně 2017/18, kdy s týmem Växjö Lakers vyhrál nejvyšší švédskou ligu, se dostal na soupisku Canucks pro sezónu 2018/19. V roce 2019 získal Calder Memorial Trophy a po Pavlu Burem (1992) se stal teprve druhým hráčem Canucks, který obdržel toto ocenění.

## Mládí
Fredrik Elias Pettersson se narodil 12. listopadu 1998 ve švédském Sundsvallu do rodiny Irene Jonssonové a Torbjörna Petterssona. Jméno Fredrik mu vybral jeho starší bratr Emil na počest útočníka Ånge IK Fredrika Lindberga. Prostřednictvím svého dědečka z otcovy strany, narozeného jako Toivo Jokelainen, je finského původu.
Vyrůstal v Ånge a hokej začal hrát ve třech letech. Spolu se svým bratrem Emilem hrál za mládežnický tým Ånge IK. Jeho otec pracoval na hokejovém stadionu jako rolbař, díky čemuž Pettersson trávil delší čas trénováním. Hrál také fotbal, ale ve 13 letech přestal, aby se mohl věnovat hokeji.
V roce 2011, když mu bylo 13 let, zjistil, že dva z jeho nejlepších kamarádů, Valerik a Davit Danielyanovi, byli deportováni ze Švédska do Arménie. Spolu s několika přáteli poskytl rozhovor místním novinám a televizní stanici na podporu rodině Danielyanových. Rodina se mohla do Švédská vrátit až po 80 dnech v Arménii.
V sezóně 2013/14, kdy chodil do osmé třídy, začal hrát v juniorském týmu Timrå IK (U15), protože jeho předešlý klub neměl juniorský tým. Během prvních dvou sezón bydlel v Ånge a na každý trénink dojížděl asi 100 km. Později se přestěhoval do města Tallnäs, které bylo blíže.

## Klubová kariéra

### Timrå IK (2015–2017)
Na profesionální úrovni debutoval v týmu Timrå IK hrajícím druhou nejvyšší švédskou ligu během sezóny 2015/2016. V následující sezóně zaznamenal 41 bodů a umístil se tak na desátém místě bodování (byl také druhým nejúspěšnějším hráčem týmu). Dne 6. dubna 2017 podepsal tříletou smlouvu s týmem Växjö Lakers z nejvyšší švédské soutěže.

### Vstupní draft NHL 2017
Ve vstupním draftu NHL konaného roku 2017 byl Centrálním úřadem skautingu NHL považován za druhou nejlepší evropskou vyhlídku. Nakonec byl však draftován jako první Švéd a pátý celkově týmem Vancouver Canucks. Dne 23. června se tak připojil k bývalému spoluhráči Jonathanu Dahlénovi. Spekulovalo se, že byl týmem draftován na základě souhry s Dahlénem v týmu Timrå IK, kdy se oba umístili mezi deseti nejlepšími hráči dle bodování.

### Växjö Lakers (2017–2018)
Ještě jako junior ovládl ve své nováčkovské sezóně 2017/2018 bodování nejvyšší švédské ligy (SHL). V základní časti odehrál 44 zápasů, ve kterých zaznamenal 56 bodů. Mimo jiné vstřelil 24 branek, čímž obsadil druhé místo za Victorem Olofssonem z Frölundy. Dále překonal juniorský rekord v počtu získaných bodů v základní části (56).
V play-off vstřelil ve 13 zápasech 10 branek a zaznamenal celkem 19 bodů. Spolu s týmem tuto ligu vyhrál. Celkově odehrál 57 zápasů, vstřelil 34 gólů a na 41 nahrál, čímž získal 75 bodů. V dubnu 2018 získal jako nejužitečnější hráč play-off SHL Stefan Liv Memorial Trophy. Všech 14 členů poroty hlasovalo pro Petterssona. Na předávání cen SHL byl vyhlášen nováčkem roku a útočníkem roku.

### Vancouver Canucks (2018–současnost)
Dne 25. května 2018 podepsal s Canucks tříletou vstupní smlouvu. V NHL debutoval 3. října 2018 proti Calgary Flames, kdy vstřelil jednu branku a pomohl tak k výhře 5:2. Dne 13. října během zápasu proti Florida Panthers utrpěl v důsledku zákroku Mikea Mathesona zranění hlavy, kvůli čemuž opustil zápas. Ačkoli Matheson nebyl v zápase poslán na trestnou lavici, oddělení hráčské bezpečnosti NHL ho na dva zápasy suspendovalo a udělilo mu pokutu 52 419 dolarů. Pettersson se do sestavy vrátil 27. října po šesti vynechaných zápasech; Canucks prohráli s Pittsburghem Penguins 5:0. O dva dny později vstřelil dva góly při výhře 5:2 nad Minnesota Wild. Dne 1. listopadu byl vyhlášen nováčkem října a o čtyři dny později druhou hvězdou týdne. Dne 2. prosince 2018 vyhrál v rámci týmu soutěž o nejtvrdší střelu (159,97 km/h). Dne 10. prosince byl vyhlášen první hvězdou týdne a se 17 body byl vyhlášen nováčkem prosince. Na začátku ledna 2019 se jako jediný hráč Canucks zúčastnil své první NHL All-Star Game. Svůj první hattrick v NHL si připsal 2. ledna při výhře 4:3 nad Ottawa Senators. O den později utrpěl v důsledku hákování Jasperiho Kotkaniemiho zranění kolene. Ve svém prvním zápase po návratu po zranění 21. ledna vstřelil gól a zaznamenal asistenci při výhře 3:2 nad Detroit Red Wings. Dne 18. března si připsal asistenci při vítězství 3:2 v prodloužení nad Chicago Blackhawks a zaznamenal tak svůj 61. bod, čímž překonal týmový rekord v počtu bodů nováčka. Ve své nováčkovské sezóně odehrál 71 zápasů, ve kterých zaznamenal 28 gólů a 38 asistencí a celkem 66 bodů. Po sezóně získal Calder Memorial Trophy a po Pavlu Burem (1992) se stal teprve druhým hráčem Canucks, který obdržel tuto cenu.
Během sezóny 2019/20 hrál v jedné lajně s Brockem Boeserem a J. T. Millerem. Dne 4. listopadu byl vyhlášen první hvězdou týdne, když během čtyř zápasů nasbíral celkem 9 bodů. Na konci prosince byl vybrán do své druhé NHL All-Star Game konané v lednu 2020. V soutěži o nejtvrdší střelu dosáhla jeho střela rychlosti 164,80 km/h, což je 2. nejvyšší hodnota útočníka v historii NHL. V rámci soutěže byl jediným hráčem s váhou pod 91 kg. Canucks vypadli ve čtvrtfinále play-off s Vegas Golden Knights, které vyhrálo 4:3 na zápasy.
Během prvních osmi zápasů sezóny 2020/21 zaznamenal pouze jeden gól a asistenci. V následujících 18 zápasech se mu začalo více dařit a zaznamenal 19 bodů. Dne 2. března 2021, necelé dva měsíce po startu sezóny, utrpěl vážné zranění v horní části těla, v důsledku čehož již nenastoupil.
Dne 1. října 2021 podepsal s Canucks tříletou smlouvu na 22 milionů dolarů. Dne 22. prosince, při výhře 6:5 po nájezdech nad Seattle Kraken, zaznamenal svůj 4. pětibodový zápas v NHL. Za celou sezónu odehrál 80 zápasů, ve kterých vstřelil 32 branek a získal 68 bodů.
V sezóně 2022/23 dosáhl svého nového kariérního maxima, když v 80 zápasech zaznamenal 39 gólů, 63 asistencí a 102 bodů. Canucks se potřetí za sebou nepodařilo postoupit do play-off a skončili na 22. místě v NHL.
Dne 2. března 2024 podepsal s Canucks osmiletou smlouvu na 92,8 milionu dolarů.

## Reprezentační kariéra
Svůj první reprezentační zápas odehrál na memoriálu Ivana Hlinky v roce 2015, kde Švédsko získalo stříbrnou medaili. V roce 2016 se zúčastnil mistrovství světa hráčů do 18 let a s osmi body pomohl týmu získat druhé místo. O rok později se objevil také na mistrovství světa juniorů.
Na mistrovství světa juniorů v roce 2018 vstřelil pět branek a jeho tým získal stříbrnou medaili. Téhož roku se zúčastnil seniorského mistrovství světa, na kterém odehrál kvůli zlomenému palci na ruce pouze pět zápasů. Turnaj vyhrálo Švédsko a Pettersson tak získal zlatou medaili. Jeho posledním mezinárodním turnajem bylo seniorské mistrovství světa v roce 2019, kde se Švédsko umístilo na pátém místě.

## Ocenění
| Cena                                         | Rok                    | Zdroj  |
| SHL                                          | SHL                    | SHL    |
| -------------------------------------------- | ---------------------- | ------ |
| Stefan Liv Memorial Trophy                   | 2018                   | [ 47 ] |
| Nováček roku                                 | 2018                   | [ 1 ]  |
| Vítěz nejvyšší švédské ligy (Le Matův pohár) | 2018                   | [ 48 ] |
| NHL                                          |                        |        |
| NHL All-Star Game                            | 2019, 2020, 2023, 2024 | [ 49 ] |
| Calder Memorial Trophy                       | 2019                   | [ 50 ] |
| NHL All-Rookie Team                          | 2019                   | [ 51 ] |
| Vancouver Canucks                            |                        |        |
| Cyrus H. McLean Trophy                       | 2019, 2023             |        |
| Pavel Bure Most Exciting Player Award        | 2019, 2020             |        |
| Three Stars Award                            | 2023                   |        |
| Cyclone Taylor Trophy                        | 2023                   |        |

## Prvenství
- Debut v NHL – 3. října 2018 (Vancouver Canucks proti Calgary Flames)
- První gól v NHL – 3. října 2018 (Vancouver Canucks proti Calgary Flames, kanadskému brankáři Mike Smith)
- První asistence v NHL – 3. října 2018 (Vancouver Canucks proti Calgary Flames)
- První hattrick v NHL – 2. ledna 2019 (Ottawa Senators proti Vancouver Canucks)

## Klubová statistika
| Sezóna       | Klub              | Soutěž       |     | Základní část | Základní část | Základní část | Základní část | Základní část |    | Play off | Play off | Play off | Play off | Play off |
| Sezóna       | Klub              | Soutěž       | Z   | G             | A             | B             | TM            | Z             | G  | A        | B        | TM       |          |          |
| 2014/2015    | Timrå IK          | J18          | 40  | 31            | 34            | 65            | 8             | 8             | 5  | 9        | 14       | 4        |          |          |
| 2014/2015    | Timrå IK          | J20          | 6   | 4             | 9             | 13            | 2             | 1             | 1  | 1        | 2        | 0        |          |          |
| 2015/2016    | Timrå IK          | J20          | 22  | 6             | 8             | 14            | 20            | —             | —  | —        | —        | —        |          |          |
| 2015/2016    | Timrå IK          | Allsv        | 25  | 3             | 6             | 9             | 0             | 5             | 0  | 4        | 4        | 2        |          |          |
| 2016/2017    | Timrå IK          | Allsv        | 43  | 19            | 21            | 40            | 14            | 3             | 2  | 4        | 6        | 0        |          |          |
| 2016/2017    | Timrå IK          | J20          | —   | —             | —             | —             | —             | 2             | 0  | 1        | 1        | 2        |          |          |
| 2017/2018    | Växjö Lakers      | SHL          | 44  | 24            | 32            | 56            | 14            | 13            | 10 | 9        | 19       | 4        |          |          |
| 2018/2019    | Vancouver Canucks | NHL          | 71  | 28            | 38            | 66            | 12            | —             | —  | —        | —        | —        |          |          |
| 2019/2020    | Vancouver Canucks | NHL          | 68  | 27            | 39            | 66            | 18            | 17            | 7  | 11       | 18       | 2        |          |          |
| 2020/2021    | Vancouver Canucks | NHL          | 26  | 10            | 11            | 21            | 6             | —             | —  | —        | —        | —        |          |          |
| 2021/2022    | Vancouver Canucks | NHL          | 80  | 32            | 36            | 68            | 12            | —             | —  | —        | —        | —        |          |          |
| 2022/2023    | Vancouver Canucks | NHL          | 80  | 39            | 63            | 102           | 14            | —             | —  | —        | —        | —        |          |          |
| 2023/2024    | Vancouver Canucks | NHL          | 82  | 34            | 55            | 89            | 12            | 13            | 1  | 5        | 6        | 2        |          |          |
| 2024/2025    | Vancouver Canucks | NHL          | 64  | 15            | 30            | 45            | 14            | —             | —  | —        | —        | —        |          |          |
| Celkem v SHL | Celkem v SHL      | Celkem v SHL | 44  | 24            | 32            | 56            | 14            | 13            | 10 | 9        | 19       | 4        |          |          |
| Celkem v NHL | Celkem v NHL      | Celkem v NHL | 471 | 185           | 272           | 457           | 88            | 30            | 8  | 16       | 24       | 4        |          |          |

## Reprezentace
| Rok                           | Tým                           | Soutěž                        | Z                             | G  | A | B  | TM |   |
| ----------------------------- | ----------------------------- | ----------------------------- | ----------------------------- | -- | - | -- | -- | - |
| 2015                          | Švédsko 18                    | MIH                           | 5                             | 0  | 0 | 0  | 0  |   |
| 2016                          | Švédsko 18                    | MS18                          | 7                             | 1  | 7 | 8  | 4  |   |
| 2017                          | Švédsko 20                    | MSJ                           | 6                             | 0  | 1 | 1  | 0  |   |
| 2018                          | Švédsko 20                    | MSJ                           | 7                             | 5  | 2 | 7  | 0  |   |
| 2018                          | Švédsko                       | MS                            | 5                             | 1  | 2 | 3  | 0  |   |
| 2019                          | Švédsko                       | MS                            | 8                             | 3  | 7 | 10 | 2  |   |
| Celkem v juniorských utkáních | Celkem v juniorských utkáních | Celkem v juniorských utkáních | Celkem v juniorských utkáních | 25 | 6 | 10 | 16 | 4 |
| Celkem v seniorských utkáních | Celkem v seniorských utkáních | Celkem v seniorských utkáních | Celkem v seniorských utkáních | 13 | 4 | 9  | 13 | 2 |